# Flandria weberi
Flandria weberi is een vlinder uit de familie van de dikkopjes (Hesperiidae). De soort is voor het eerst wetenschappelijk beschreven als Ceratrichia weberi door Lee Denmar Miller in een publicatie uit 1964.
De soort komt voor in de bossen van  Kameroen en Gabon.